# Loyalitätsinseln
Die Loyalitätsinseln (französisch Îles Loyauté) sind eine Inselgruppe im Pazifik. Sie sind Teil des französischen Überseeterritoriums Neukaledonien und liegen rund 100 Kilometer nordöstlich der Hauptinsel. Sie bilden im Wesentlichen die Provinz Loyalitätsinseln, eine der drei Provinzen Neukaledoniens, liegen wie Neukaledonien im Bereich des tropischen Regenwaldes und zählen geographisch zu Melanesien.

## Geographie
Die Inselkette Chaîne des Loyauté ist wie die Hauptinsel Neukaledoniens, Grande Terre, nordwest-südöstlich ausgerichtet, und verläuft rund 90 bis 100 Kilometer nordöstlich von jener. Dazwischen liegt das Loyalitätsbecken (Basin des Loyauté). Der Rücken (Ride des Loyauté), der auch einige Korallenriffe ohne Inseln umfasst, erstreckt sich vom Récif Pétrie im Nordwesten bis zur Insel Walpole im Südosten, über eine Länge von 660 Kilometer:
- Récif Pétrie
- Récifs de l'Astrolabe
- Beautemps-Beaupré (Atoll mit einer Insel)
- Ouvéa (Atoll mit zahlreichen Inseln)
- Récif Jouan (mit zwei Koralleninseln)
- Lifou (mit den Nebeninseln Vauvilliers, Oua und Léliogat)
- Tiga
- Maré (mit der Nebeninsel Dudune)
- Récif Durand (geringste Tiefe 2 Meter)
- Banc de L’Orne (geringste Tiefe 10 Meter)
- Walpole (Insel)

Zusammengenommen beträgt ihre Fläche 2500 km². Die höchste Erhebung ist 138 m über Meeresniveau auf der Insel Maré.

## Verwaltung
Die drei größten Inseln Ouvéa, Lifou und Maré bilden zusammen mit jeweils nahe gelegenen Inseln die drei gleichnamigen Gemeinden, die ihrerseits die Provinz der Loyalitätsinseln bilden. Die übrigen Inseln und Riffe im Nordwesten (Récif Pétrie, Récifs de l'Astrolabe) und Südosten (Récif Durand, Banc de L’Orne, Walpole) der Inselkette gehören zu keiner Gemeinde und keiner Provinz, wohl aber zum Überseegebiet Neukaledonien.

## Bevölkerung
Die Bevölkerung sind gemischter melanesischer und polynesischer Abstammung mit einer kleinen europäischstämmigen Minderheit. Auf den Loyalitätsinseln wohnen 18.353 Menschen.

## Geschichte
Der erste überlieferte westliche Kontakt mit den Bewohnern der Loyalitätsinseln wird dem britischen Capt. William Raven vom Londoner Handelsschiff Britannia zugeschrieben, der im Jahre 1793 die Route Norfolk Island–Batavia befuhr.
Es ist jedoch sehr wahrscheinlich, dass die eigentliche Inselentdeckung und -benennung auf das britische Schiff Loyalty (auch Loyalist, Jethro Daggett Master) zurückgeht, das 1789–1790 von London aus eine Südsee-Handelsfahrt unternahm.
Über das Leben auf den Inseln wurde der 1963 veröffentlichte Dokumentarfilm Le maillon et la chaîne gedreht.

## Gemeinden
| Gemeinde                     | Einwohner 1. Januar 2022 | Fläche km² | Dichte Einw./km² | Code INSEE | Postleitzahl |
| ---------------------------- | ------------------------ | ---------- | ---------------- | ---------- | ------------ |
| Lifou                        | 9.195                    | 1.149,95   | 8                | 98814      | 98820        |
| Maré                         | 5.757                    | 657,14     | 9                | 98815      | 98828        |
| Ouvéa                        | 3.401                    | 146,94     | 23               | 98820      | 98814        |
| Provinz der Loyalitätsinseln | 18.297                   | 1.954,03   | 9                | –          | –            |

## Wirtschaft
Das wichtigste Exportgut der Inselgruppe ist Kopra, das getrocknete Kernfleisch von Kokosnüssen, aus dem Kokosöl gewonnen wird.